# Sunshine in the Rain
Sunshine in the Rain, skriven av Alexander Bard och Anders Hansson, är en låt som ursprungligen framfördes av den svenska popgruppen BWO (då "Bodies Without Organs") och finns på deras studioalbum Prototype från 2004. Sångtexten handlar om kärlek på stora geografiska avstånd (Berlin, London, New York och Rom är orterna som nämns).

## Listframgångar
Låten släpptes på singel 2005 och blev en stor hit i Sverige. Den låg som högst på 12:e plats på den svenska singellistan och testades också på Svensktoppen, där den låg i 26 veckor under perioden 13 november 2005–7 maj 2006, med första plats som främsta placering, innan den lämnade listan. Låten låg även på Tracks.

### Listplaceringar
| Lista (2005-2006)           | Topplacering |
| --------------------------- | ------------ |
| Rumänien                    | 13           |
| Sverige (Sverigetopplistan) | 12           |

## Coverversioner
En text på svenska av Mårten Sandén heter När du kommer hem, och spelades in som cover i dansbandsversion av Carina Jaarnek och hennes orkester, och släpptes på singel 2006 och gick in på Sverigetoppen. Den nominerades till Guldklaven 2006 för årets dansbandslåt. Priset gick dock till När du var här av Drifters.
Den taiwanesiska popartisten Jolin Tsai har spelat in en version som kallas Sun Will Never Set.